# Ponta de Pedras
Ponta de Pedras là một đô thị thuộc bang Pará, Brasil. Đô thị này có diện tích 3365,12 km², dân số năm 2007 là 20316 người, mật độ 6 người/km².